# Шейн Барр
Шейн Барр (англ. Shane Barr; нар. 21 жовтня 1969) — колишній австралійський тенісист.
Найвищу одиночну позицію світового рейтингу — 160 місце досяг 7 листопада 1988, парну — 192 місце — 31 жовтня 1988 року.
Здобув 1 одиночний титул.
Найвищим досягненням на турнірах Великого шолома був чвертьфінал в змішаному парному розряді.

## Фінали ATP Челленджер і ITF Ф'ючерс

### Одиночний розряд: 2 (1–1)
| Легенда              |
| -------------------- |
| ATP Челленджер (1–1) |
| ITF Ф'ючерс (0–0)    |

| Фінали за покриттям |
| ------------------- |
| Тверде (1–0)        |
| Ґрунт (0–0)         |
| Трава (0–0)         |
| Килим (0–1)         |

| Результат | В-П | Дата     | Турнір              | Рівень     | Покриття | Суперник      | Рахунок       |
| --------- | --- | -------- | ------------------- | ---------- | -------- | ------------- | ------------- |
| Перемога  | 1–0 | Жов 1988 | Джакарта, Індонезія | Челленджер | Тверде   | Стів Гай      | 1–6, 7–5, 6–3 |
| Поразка   | 1–1 | Лис 1988 | Тасманія, Австралія | Челленджер | Килим    | Тодд Вудбрідж | 3–6, 6–7      |

### Парний розряд: 3 (0–3)
| Легенда              |
| -------------------- |
| ATP Челленджер (0–3) |
| ITF Ф'ючерс (0–0)    |

| Фінали за покриттям |
| ------------------- |
| Тверде (0–2)        |
| Ґрунт (0–0)         |
| Трава (0–0)         |
| Килим (0–1)         |

| Результат | В-П | Дата     | Турнір              | Рівень     | Покриття | Партнер       | Суперники                                | Рахунок       |
| --------- | --- | -------- | ------------------- | ---------- | -------- | ------------- | ---------------------------------------- | ------------- |
| Поразка   | 0–1 | Кві 1986 | Нагоя, Японія       | Челленджер | Тверде   | Скотт Маккейн | Девід Мастерд Расселл Сімпсон (тенісист) | 5–7, 7–5, 4–6 |
| Поразка   | 0–2 | Лис 1988 | Тасманія, Австралія | Челленджер | Килим    | Роджер Рашід  | Чарлтон Ігл Пол Мік                      | 6–7, 6–4, 6–7 |
| Поразка   | 0–3 | Жов 1989 | Брисбен, Австралія  | Челленджер | Тверде   | Тед Шермен    | Десмонд Тайсон Бретт Кастер              | 3–6, 7–6, 1–6 |

## Юніорські фінали турнірів Великого шолома

### Одиночний розряд: 1 (1 перемога)
| Результат | Рік  | Турнір                                 | Покриття | Суперник     | Рахунок       |
| --------- | ---- | -------------------------------------- | -------- | ------------ | ------------- |
| Перемога  | 1985 | Відкритий чемпіонат Австралії з тенісу | Тверде   | Стів Ферлонґ | 7–6, 6–7, 6–3 |

### Парний розряд: 2 (2 поразки)
| Результат | Рік  | Турнір                                 | Покриття | Партнер     | Суперники                         | Рахунок  |
| --------- | ---- | -------------------------------------- | -------- | ----------- | --------------------------------- | -------- |
| Поразка   | 1986 | Вімблдонський турнір                   | Трава    | Юбер Карраш | Томас Карбонелл Петр Корда        | 1–6, 1–6 |
| Поразка   | 1987 | Відкритий чемпіонат Австралії з тенісу | Трава    | Браян Роу   | Джейсон Столтенберг Тодд Вудбрідж | 2–6, 4–6 |